# Gray Ghost Ventures
Gray Ghost Ventures (GGV; с англ.  рисковые проекты серого призрака) — американский венчурный фонд, специализирующийся на прямых социальных инвестициях на ранних стадиях, а также во вложениях в другие аналогичные фонды и микрофинансовые организации.

## Организация
Компания Gray Ghost Ventures основана в 2003 году Бобом (Робертом) Паттило (англ. Bob Pattillo) — бывшим девелопером, увлёкшимся социальными финансами и инвестициями.
Штаб-квартира компании расположена в Атланте, Джорджия, США.
У компании открыт дополнительный офис в Ченнаи, Индия.
Руководит Gray Ghost Ventures (CEO, президент и управляющий директор) Арун Гор (англ. Arun Gore).
Gray Ghost Ventures является одним из членов Global Impact Investing Network.

## Деятельности
Первоначальной целью компании являлось фондирование микрофинансовых организаций, однако в 2006 году на первый план вышла венчурная инвестиционная деятельность.
На 2015 год Gray Ghost Ventures осуществляет прямые социальные инвестиции и вложения в другие аналогичные фонды и микрофинансовые организации.
При прямых инвестициях компания предпочитает ранние стадии: инкубационную, посевную/запуска и взрывного роста.
Инвестиции в фонды сосредоточены на венчурных и микрофинансовых организациях.
Вложения осуществляются как в виде покупке долей в организаций, так и в виде займов.
Последнее в первую очередь относится к микрофинансовым организациям.
Приоритетными областями инвестирования Gray Ghost Ventures являются микрофинансовая деятельность, социальные стартапы, доступные частные школы, инновационные и высокотехнологичные компании: информация, коммуникации, технологии, мобильные платформы, в основном для финансовых услуг.
Инвестиции компании не ограничены географическим принципом, осуществляются по всему миру, однако в первую очередь Gray Ghost Ventures вкладывать в организации, работающие на развивающихся рынках, находящиеся в Африке к югу от Сахары, Южной Азии и Индии.
Средний размер инвестиций составляет 5 млн долларов США.
Gray Ghost Ventures управляет несколькими фондами/организациями с собственными стратегиями:
- Gray Matters Capital (GMC; 2006).
- Gray Ghost Management & Operations (the Investment Manager; 2008).
- Gray Ghost DOEN Coöperatief (2009).
- Gray Ghost Emerging Markets Fund (GGV; 2014).

С компанией Gray Ghost Ventures тесно связаны другие, в том числе и некоммерческие организации, основанные Бобом Паттило.

## Показатели деятельности
На 2011 год фонд выдал 68 млн долларов США микрофинансовым организациям по всему миру
За восемь лет фонд вложил 80 млн долларов США в 17 компании, девять из которых были связаны с Индией.
Среди инвестиций Gray Ghost Ventures: D.light Design и M-KOPA.
К 2014 году вложил в Gray Ghost Ventures более 125 млн долларов собственных средств.

## Оценки
В 2011 году Forbes включил основателя компании Боба Паттило в список Impact 30 наиболее значимых социальных предпринимателем за деятельность Gray Ghost Ventures.